# UTC+7:30
UTC+7:30 — часовий пояс, що використовувався у Сингапурі. Між 1941 і 1942 перед японською окупацією, та з 1945 по 1970 після окупації, Сингапур використовував UTC+7:30 як літній час. В 1970 Сингапур запровадив UTC+7:30 як стандартний Сингапурський час. З 1982 Сингапур перейшов на UTC+8, який використовується нині.

## Використання
Зараз не використовується

## Історія використання
Час UTC+7:30 використовувався:

### Як стандартний час
- Індонезія
  - Ачех
  - Бангка-Белітунг
  - Бантен
  - Бенгкулу
  - Джакарта
  - Джак'яварта
  - Джамбі
  - Західна Суматра
  - Західна Ява
  - Західний Калімантан
  - Лампунг
  - Острови Ріау
  - Південна Суматра
  - Північна Суматра
  - Ріау
  - Східна Ява
  - Центральна Ява
- Малайзія
- Сінгапур

### Як літній час
не використовувався